# Friederike Haase
Friederike Haase (* 29. Dezember 1963 in Ratingen) ist eine deutsche politische Beamtin. Sie ist seit 2024 Staatssekretärin im Ministerium für Wirtschaft, Arbeit, Energie und Klimaschutz des Landes Brandenburg. Davor war sie von 2022 bis 2024 die Bevollmächtigte des Landes Brandenburg beim Bund im Amt einer Staatssekretärin in der Staatskanzlei des Landes Brandenburg.

## Leben
Haase studierte Rechtswissenschaft an der Universität Augsburg. Sie legte 1988 das erste und 1991 das zweite juristische Staatsexamen ab. Von 1991 bis 1992 war sie als Rechtssekretärin beim Deutschen Gewerkschaftsbund in Potsdam tätig. 1994 wurde sie an der Fernuniversität in Hagen zur Dr. jur. promoviert. Von 1992 bis 2009 war sie im Ministerium für Arbeit, Soziales, Gesundheit und Frauen des Landes Brandenburg tätig, von 1993 bis 2009 als Leiterin unterschiedlicher Referate. Von 2011 bis 2012 war sie Abteilungsleiterin im Ministerium für Arbeit, Soziales, Gesundheit und Frauen und Gleichstellungsbeauftragte des Landes Brandenburg. Von 2013 bis zu ihrer Ernennung zur Staatssekretärin 2022 war sie Abteilungsleiterin im brandenburgischen Wirtschaftsministerium.
Am 1. Oktober 2022 wurde Haase als Nachfolgerin von Jutta Jahns-Böhm zur Staatssekretärin und Bevollmächtigten des Landes Brandenburg beim Bund ernannt. Im Zuge der Bildung des Kabinetts Woidke IV am 11. Dezember 2024 wurde sie als Staatssekretärin in das Ministerium für Wirtschaft, Arbeit, Energie und Klimaschutz des Landes Brandenburg versetzt.
Haase ist verheiratet und hat zwei Kinder.